# Мариенбург (замок)
Орденский замок Мариенбу́рг (нем. Ordensburg Marienburg; Ма́льборкский замок, пол. Zamek w Malborku), давший начало одноимённому городу (ныне город Мальборк в Польше) — крупнейший средневековый кирпичный замок в мире, один из эталонов кирпичной готики, памятник истории, памятник Всемирного наследия ЮНЕСКО.
Замок служил резиденцией великого магистра Тевтонского ордена с 1309 года по 1456 год, по другим данным с 1409 года по 1457 год.

## История
Замок в честь Девы Марии был заложен тевтонскими рыцарями на берегу Ногата (устье Вислы) в 1274 году. Подготовка к строительству началась в 1278 году, когда строители начали вырубать лес и собирать строительные материалы (кирпич, древесину и камни для фундамента). Наибольших усилий требовало производство кирпича и черепицы. Их в 1278—1280 годах было использовано около 4 480 000 единиц, из которых 1 280 000 было потрачено на строительство стен, а 3 200 000 — на строительство замка.
Первый этап строительства можно датировать 1278—1281 годами (от начала строительства до переноса монастыря из ближайшего Зантыря). В этот период замок являлся комтурским. Он состоял из главного замка (позже названного «высоким замком») и замчища (позже названного «средним замком»).
Сначала было построено северное крыло, где разместились наиважнейшие помещения: каплица, зал для собраний, жилые помещения. Потом было построено западное крыло, в котором разместили комнату комтура и трапезную. Южную и восточную части замыкали деревянные склепы, мастерские и конюшни.
Следующим важным элементом замка была выдвинутая на юго-запад над крышей замка оборонительная башня, соединённая с замком, которую называли данскером. Она должна была играть роль санитарной башни, пункта обороны и пункта обзора города Мальборка. Другая башня, которую называли «клешей», построенная до конца XIII века, находилась в противоположном данскеру углу. Первоначально башня имела оборонительное назначение, но после расширения замка потеряла своё назначение. В 1309 году в него из Венеции переехал великий магистр ордена.
В течение XIV века замок многократно расширялся и перестраивался; за крепостными стенами оказалась территория площадью в 210 тыс. м², а число обитателей замка в лучшие годы приближалось к трём тысячам.
В 1309 году было решено перенести резиденцию великого орденского магистра из Венеции в Мальборк, который с тех пор стал столицей Тевтонского ордена. Вместе с великим магистром в замок прибыло большое количество братьев, что потребовало перестройки и расширения существующего комплекса. В «высоком замке» больше всего места заняли жилые помещения. Кроме того, здесь разместился капитул. Значительно расширился замковый костёл Святой Девы Марии — его продлили с востока, под ним разместили каплицу святой Анны, предназначенную для погребения великих магистров. На восточном фасаде, в оконном углублении разместили большую фигуру Матери Божьей с Ребёнком, которая позже была покрыта мозаикой (погибла в результате бомбардировок в 1945 году вместе с восточной частью костела). На старом замчище («среднем замке») разместили резиденцию великих магистров.
Мальборк в 1410 году во время Грюнвальдской битвы был осаждён польско-литовскими войсками во главе с королём Владиславом II Ягайло. После поражения рыцарей при Грюнвальде резиденция великого магистра подверглась продолжительной осаде; город Мариенбург был разрушен, но сам замок взять так и не удалось. Во время Тринадцатилетней войны, в 1456 году, магистр передал замок в уплату долга богемским наёмникам и перебрался в Кёнигсберг. В 1457 году замок был продан наёмниками польскому королю Казимиру IV за 190 тысяч флоринов (через командира чешских наёмников Ульриха Чырвонку, который получил замок взамен на закладную, с которой выплачивал орден). Так замок оказался в составе Королевства Польского.

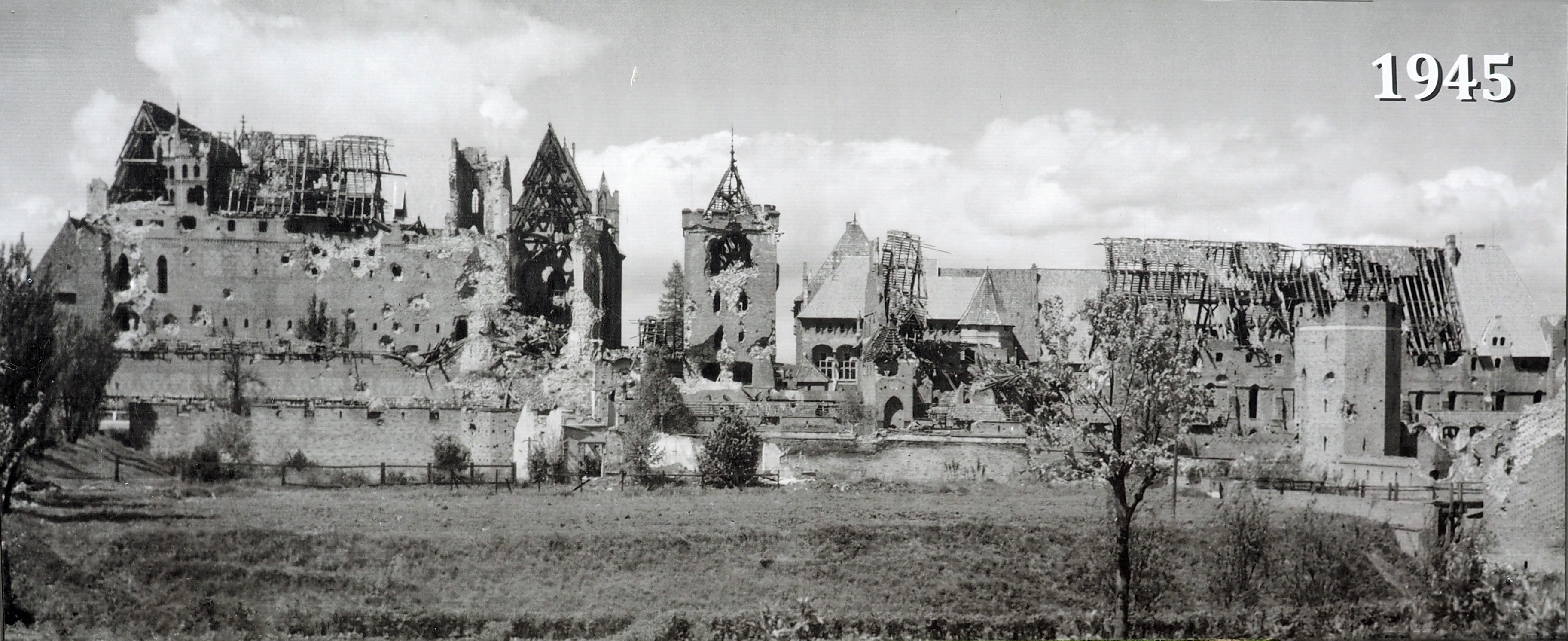
Состояние Замка Мариенбург после бомбардировок 1945 года

Польский король триумфально въехал в замок 7 июня 1457 года. С того времени до 1772 года это была одна из резиденций польских королей. Высокий замок выполнял роль мастерской, а большая трапезная стала местом, где происходили королевские приемы. Резиденция короля размещалась во Дворце великих магистров. Во второй половине XVI века на главной башне были установлены часы. В 1618 году костёл в замке приняли иезуиты и перестроили интерьер в стиле барокко. 17 июля 1626 года замок захватили шведские войска во главе с Густавом Адольфом.
Из-за нашествий шведов в XVII веке замок пришёл в упадок. Однако, именно здесь был подписан Мариенбургский договор, согласно которому Фридрих Вильгельм I перешёл в вассальную зависимость к Карлу X Густаву.
Во время наполеоновских войн в Мариенбурге помещались арсенал и казармы.
После раздела Речи Посполитой эти земли отошли к прусской короне, и на романтические руины обратил внимание прусский архитектор Давид Жилли, который опубликовал их зарисовки. Берлинские любители готики собрали средства на реконструкцию замка, которая и была начата в 1816 году.
С приходом в начале 1930-х к власти нацистов, те стали использовать замок в качестве места ежегодного паломничества членов Гитлерюгенда и Союза немецких девушек. Тевтонский замок Мариенбург послужил прообразом орденских замков, созданных при нацистах.
Вермахт ещё в начае Второй мировой войны укрепил Мариенбург и при приближении Красной Армии в 1945 году, замок обороняли 2500 солдат. Бои продолжались до 9 марта 1945 года. В ходе осады советские войска обстреляли замок, в том числе из тяжелой артиллерии. После войны на месте замка остались дымящиеся развалины, однако новые польские власти уже в 1946 году приняли решение восстановить замок в довоенном виде. Только собор оставался изнутри в руинах вплоть до 2016 года. Польские реставраторы также оставили оригинальные части замка в их состоянии и цвете, так что визуально можно определить уровень разрушений и последующего восстановления.

На текущий момент реконструкция, проведённая на средства Норвегии и Лихтенштейна, полностью завершена.
Замковый музей внесён в Государственный реестр музеев Польши.
| Панорама замка Мариенбург                                      |
| Панорама замка Мариенбург с северо-западного берега реки Ногат |

## Галерея

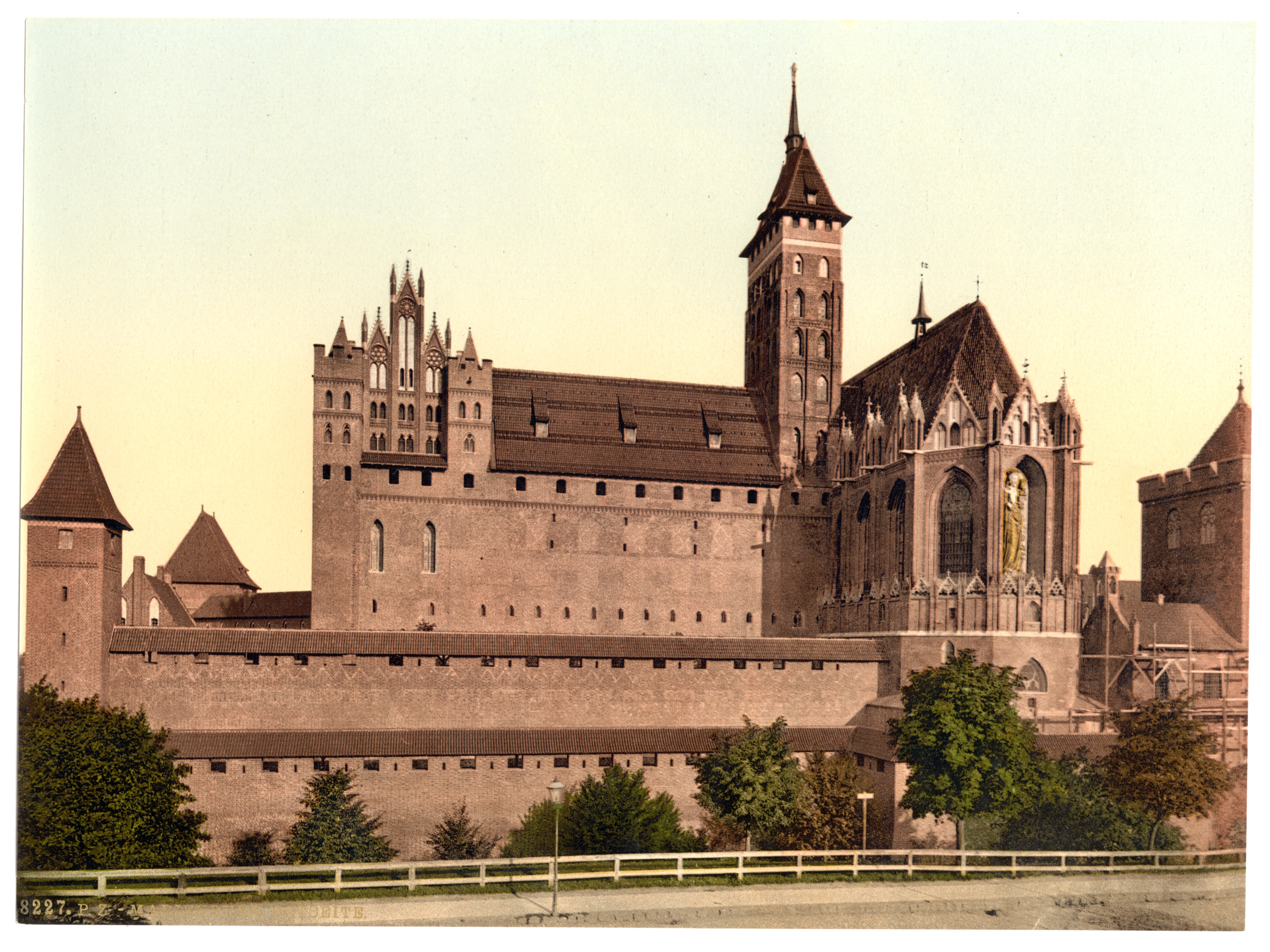
Замок Мариенбург в конце XIX века
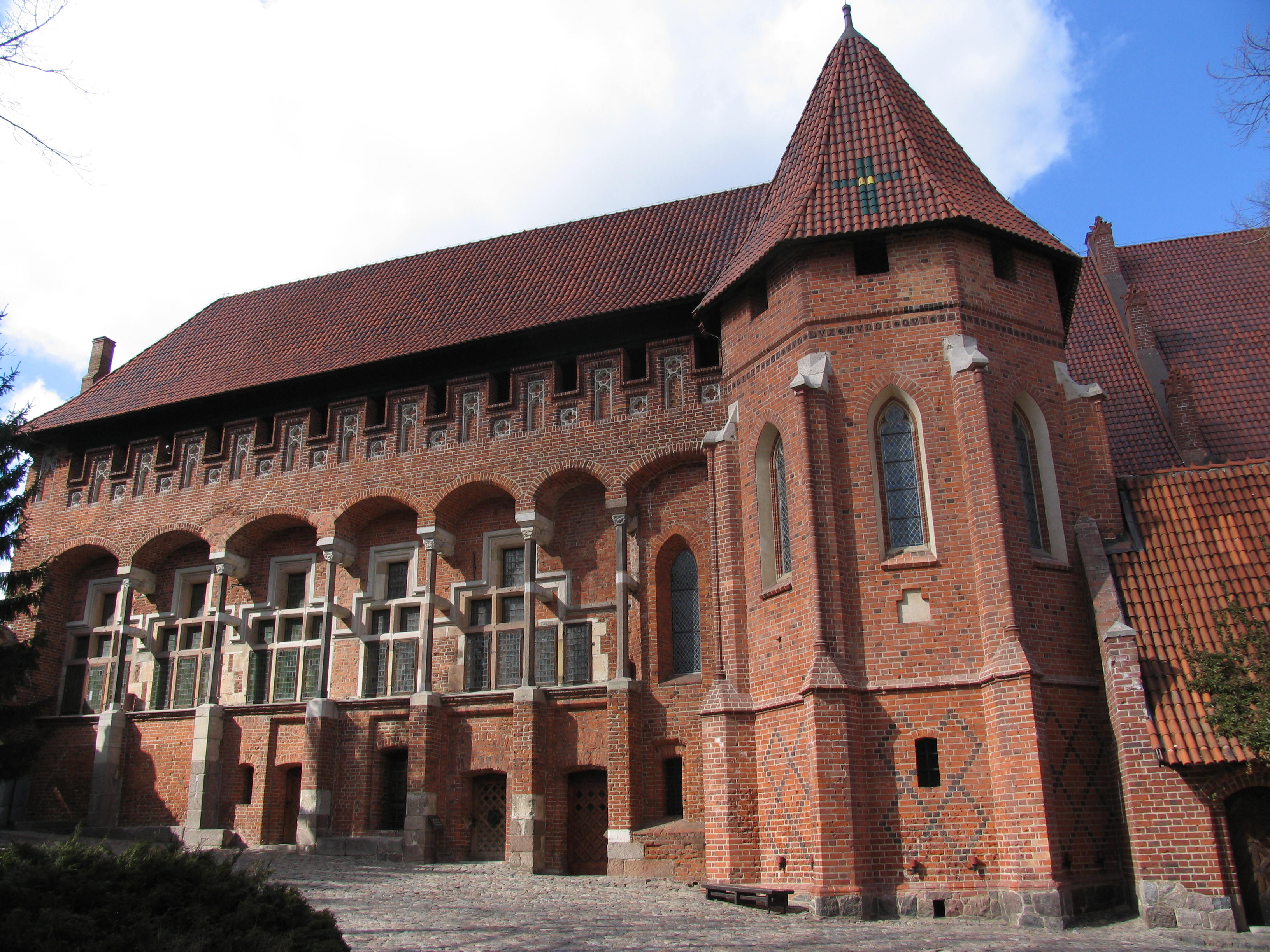
Дворец Великого Магистра
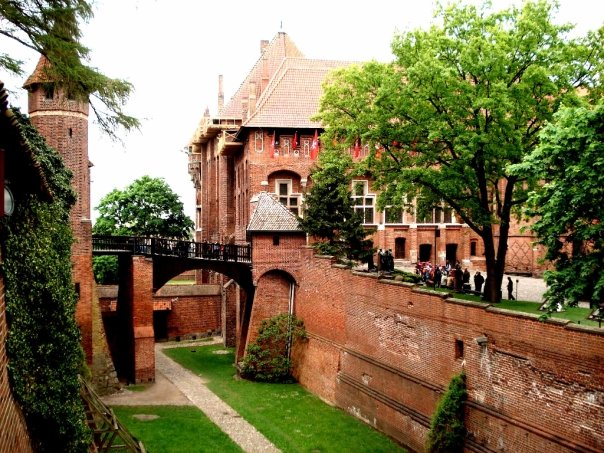
Стены замка и разводной мост
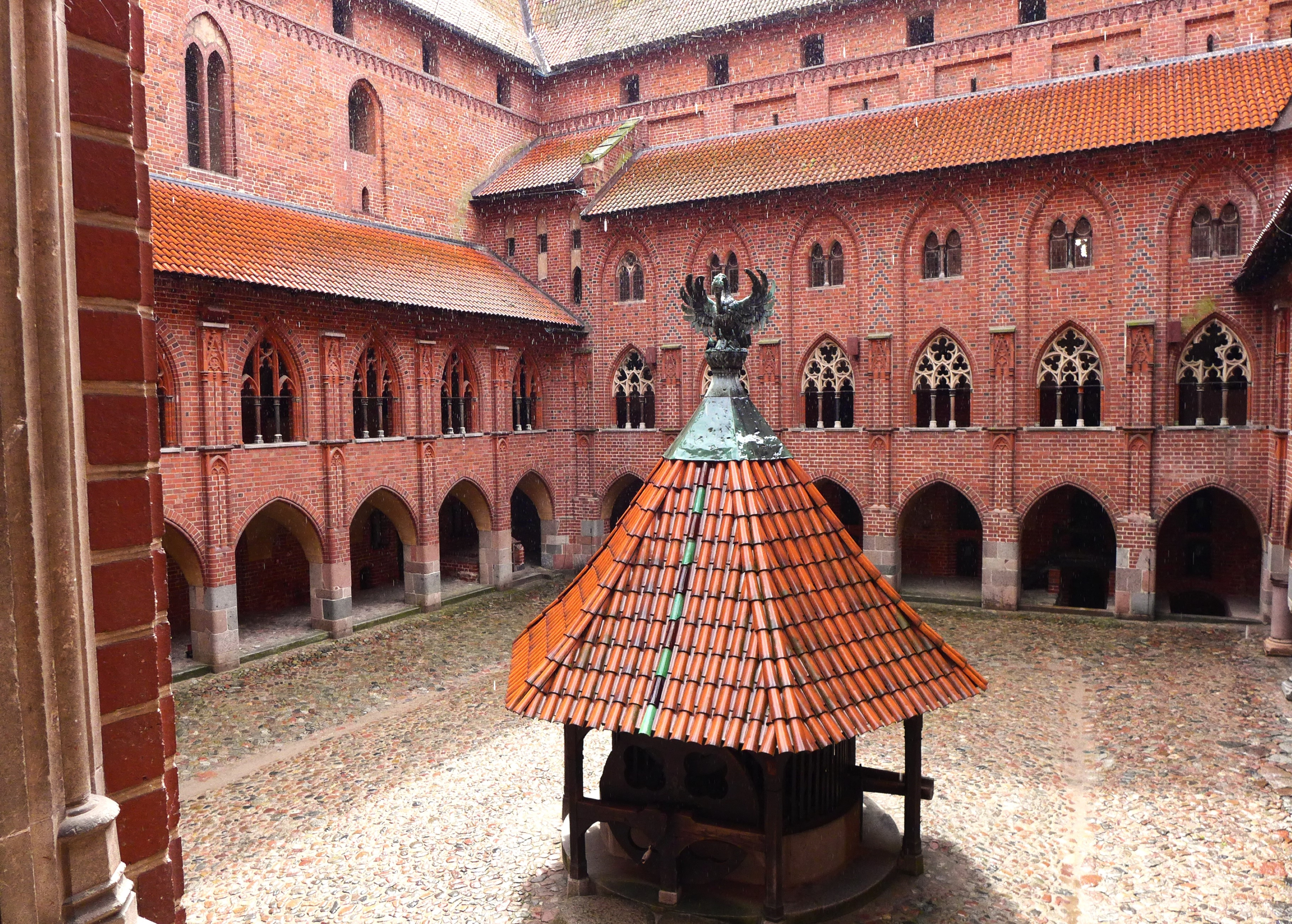
Внутренний двор верхнего замка
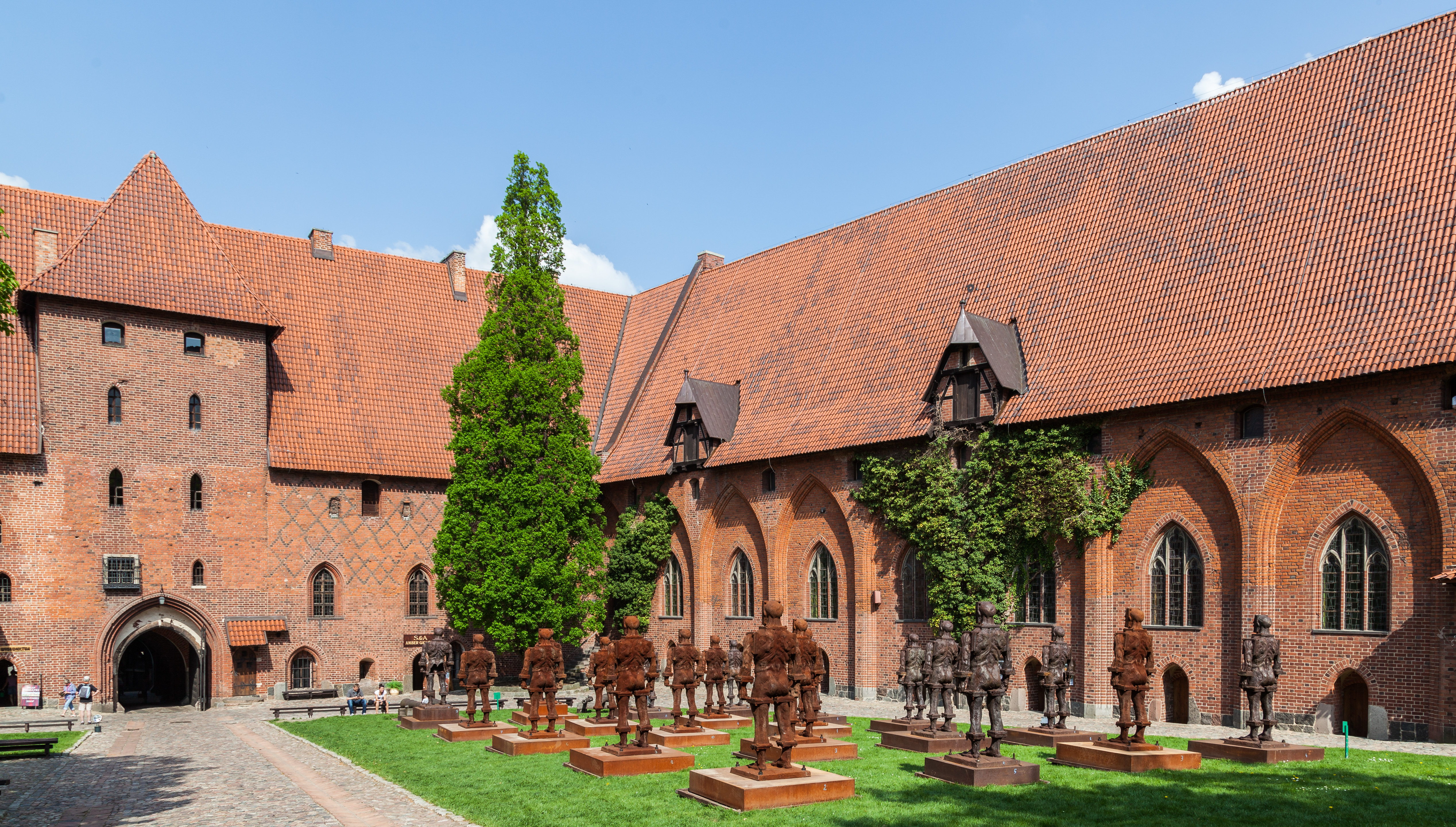
Внутренний двор среднего замка
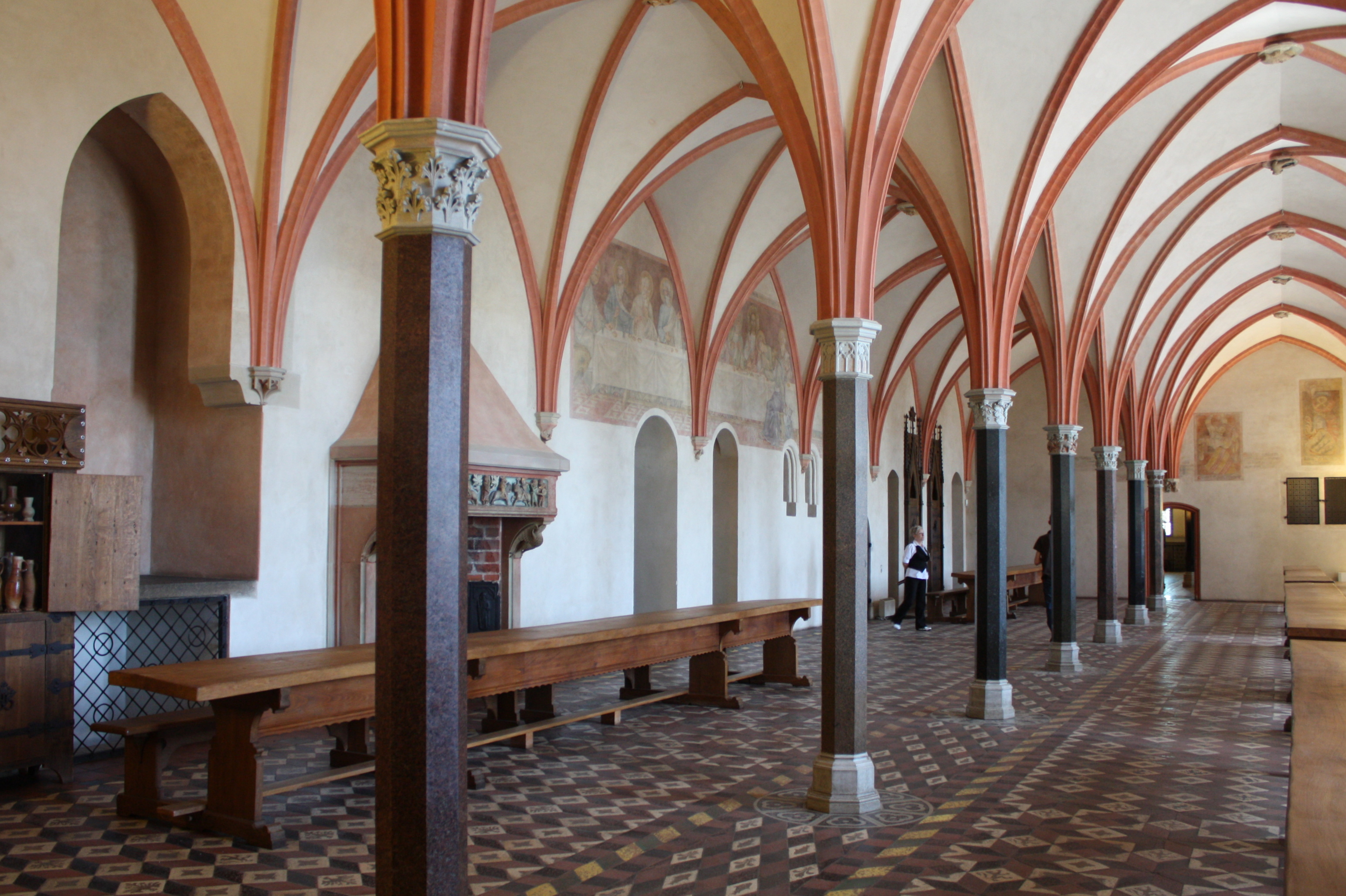
Трапезная
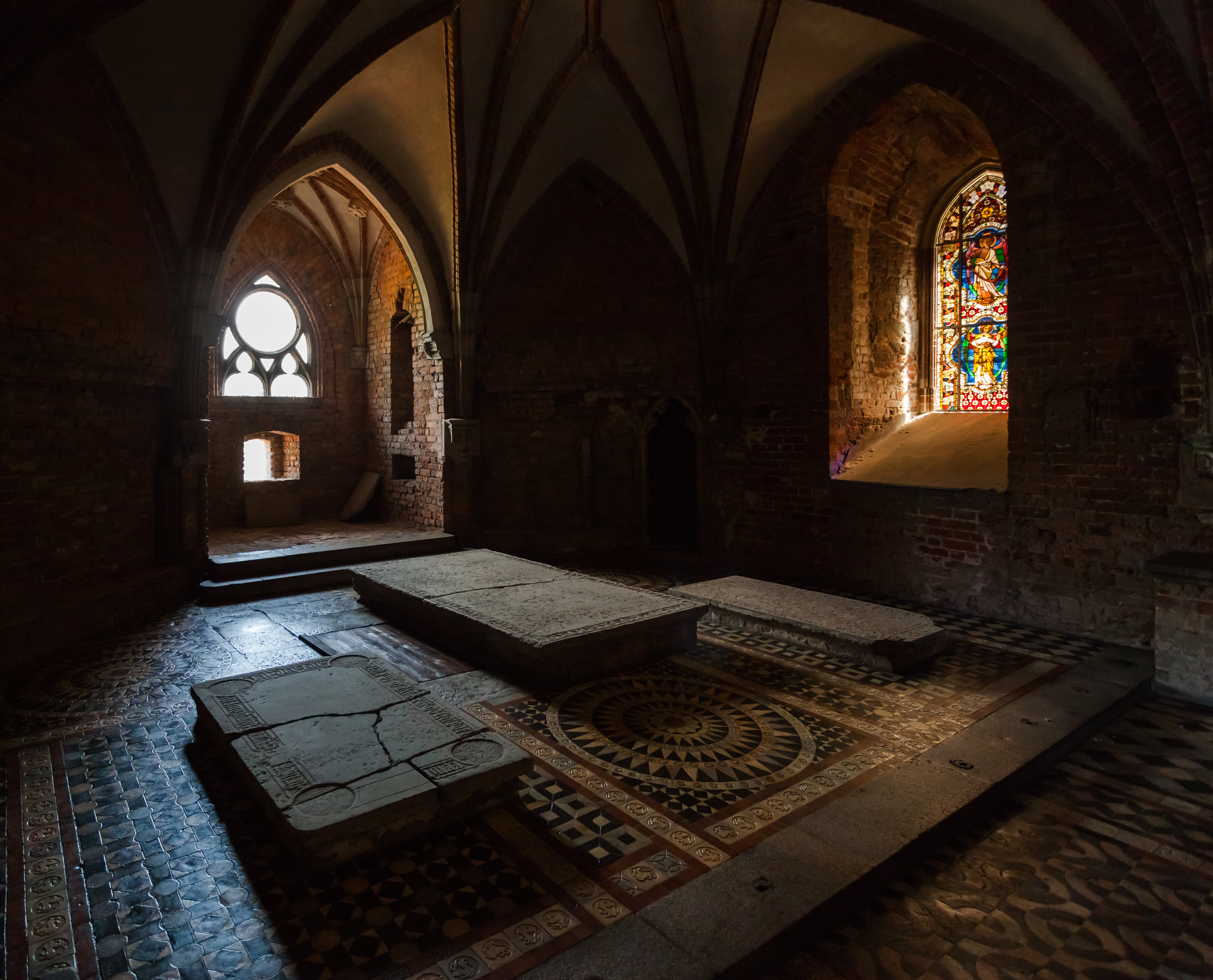
Надгробные плиты трёх Великих Магистров
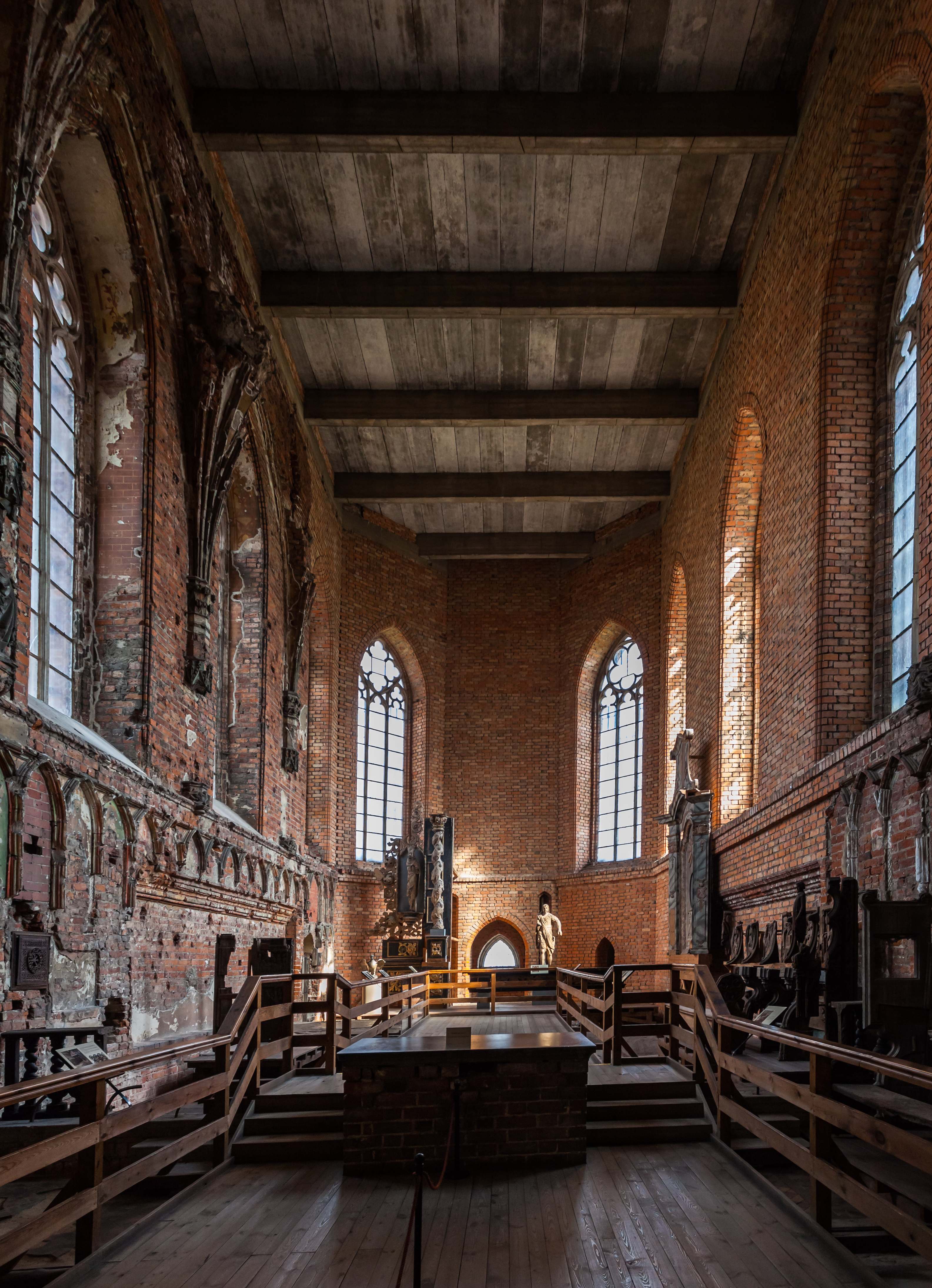
Часовня
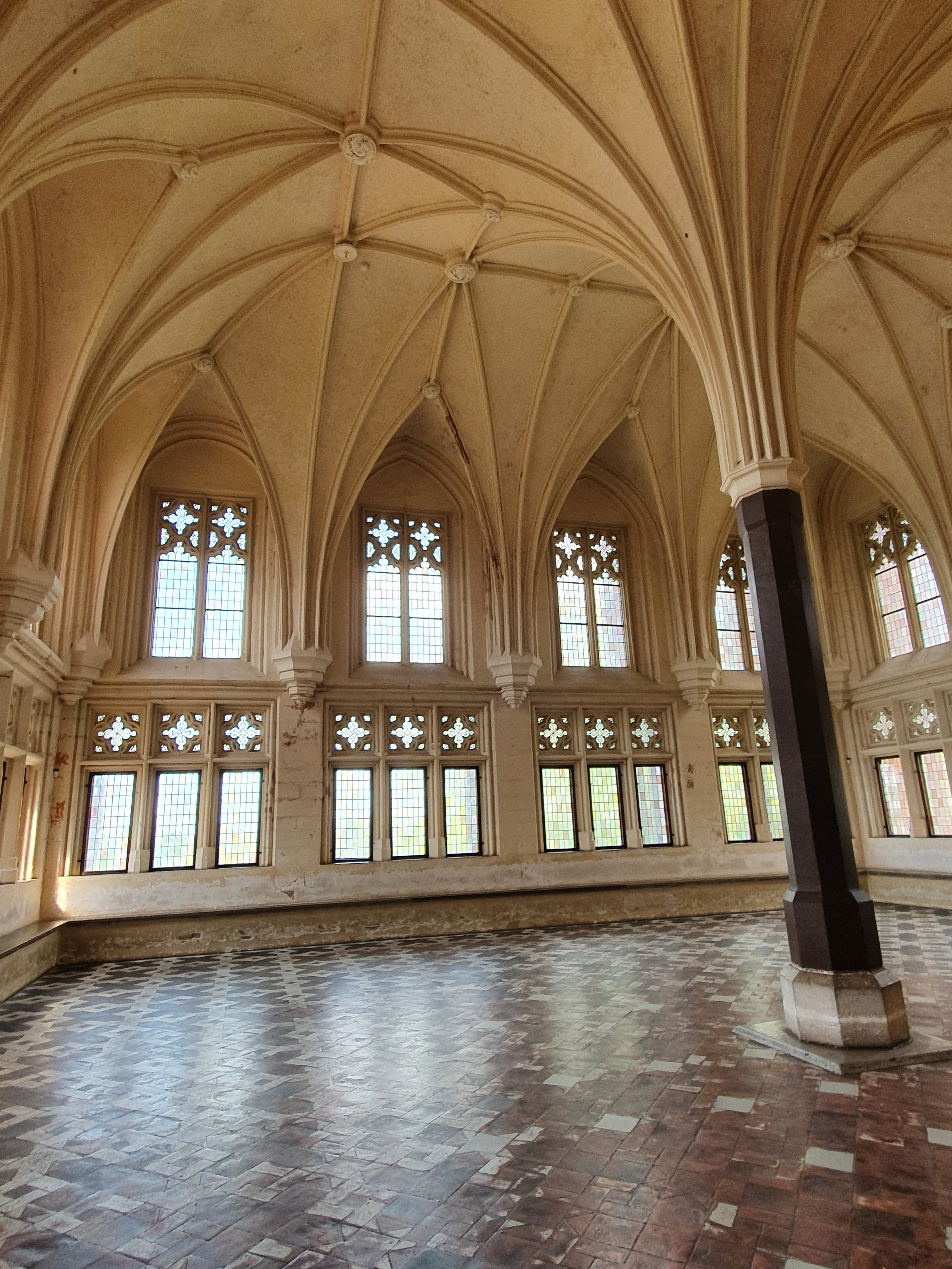
Летняя трапезная в Высоком замке
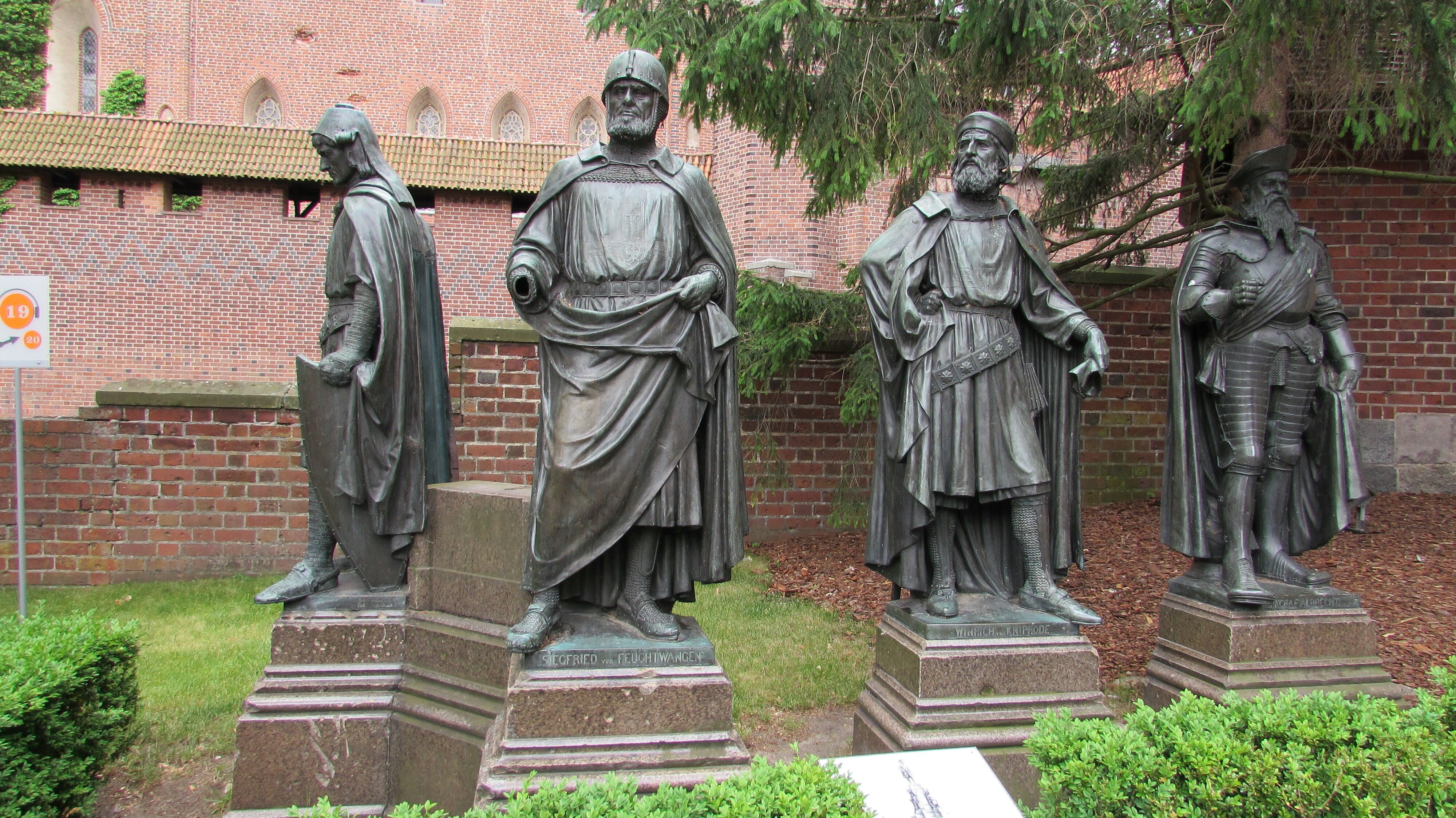
Памятники во дворе[6] замка – слева направо: Герман фон Зальца, Зигфрид фон Фойхтванген, Винрих фон Книпроде и Альбрехт фон Бранденбург
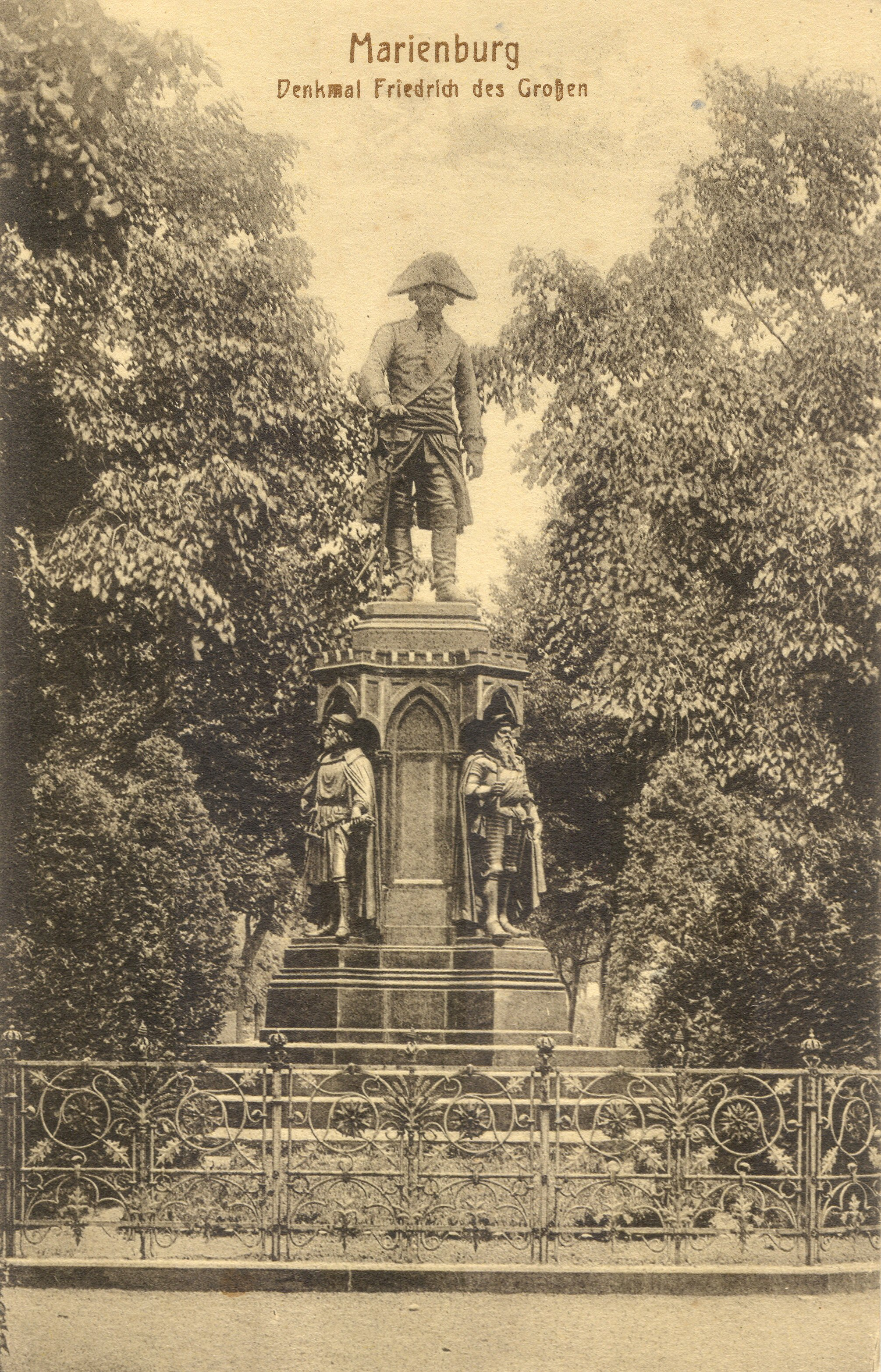
Эти же скульптуры[6] до Второй мировой войны